# Eupnoi
Los eupnoos (Eupnoi) son un suborden de opiliones que incluye unas 1.800 especies de distribución mundial.

## Taxonomía
Los eupnoos incluyen cinco familias distribuidas en dos superfamilias: Aunque las dos superfamilias reconocidas son probablemente monofiléticas, los límites de las familias y subfamilias son en muchos casos inciertos.
- Caddoidea Banks 1892

Caddidae Banks 1892
- Phalangioidea Latreille 1802

Monoscutidae Forster 1948
Neopilionidae Lawrence 1931
Sclerosomatidae Simon 1879
Phalangiidae Latreille 1802